# 지에바라스
지에바라스 (리투아니아어: Jievaras)는 농사짓는 작물의 무한한 성장과 영원을 상징하는 생명 나무이다.  지에바라스의 생명 나무는 역동적인 힘의 생명력을 나타낸다.  그것은 끊임없는 출산, 여성적인 시작의 상징이다.  때때로 지에바라스는 호밀을 수확한 후 제물로 바치는 곡식의 정령이다. 지에바라스는 여신의 상징인 팬케이크나 머리카락 다발 등 여성적인 특징으로 표현된다. 

## 신화
다른 인도유럽 신화와 마찬가지로 리투아니아 신화의 생명 나무는 사울레나 빛의 역동적인 모습과 관련이 있다.